# ساولسبوري (تينيسي)
ساولسبوري (بالإنجليزية: Saulsbury, Tennessee)‏ هي بلدة تقع بولاية تينيسي في الولايات المتحدة. تبلغ مساحتها 0.9 (كم²)، وترتفع عن سطح البحر 163 م، بلغ عدد سكانها 81 نسمة في عام 2010 حسب إحصاء مكتب تعداد الولايات المتحدة وتصل الكثافة السكانية فيها 104.9 نسمة/كم2.

## وصلات خارجية
- The US50 - Cities and Towns in Tennessee State
- Tennessee Cities and Towns, Facts, Map, Flag, Colleges, Government, and More